# Tour de Guangxi 2023
La 4.ª edición de la competición ciclista Tour de Guangxi fue una carrera de ciclismo en ruta por etapas que se celebró entre el 12 de octubre y el 17 de octubre de 2023 en China, concretamente en la región autónoma de Guangxi con inicio en la ciudad de Beihai y final en la de Guilin sobre un recorrido de 958,8 kilómetros.
La carrera formó parte del UCI WorldTour 2023, calendario ciclístico de máximo nivel mundial, siendo la última carrera de dicho circuito.

## Equipos participantes
Tomaron parte en la carrera 18 equipos: 14 de categoría UCI WorldTeam, 3 de categoría UCI ProTeam y el equipo nacional chino. Formaron así un pelotón de 118 ciclistas de los que acabaron 109. Los equipos participantes fueron:
| WorldTeams (14)- Alpecin-Deceuninck - Bahrain Victorious - Bora-Hansgrohe - Cofidis - EF Education-EasyPost - Ineos Grenadiers - Intermarché-Circus-Wanty - Jumbo-Visma - Lidl-Trek - Movistar Team - Arkéa-Samsic - Team DSM-Firmenich - Team Jayco AlUla - UAE Team Emirates ProTeams (3)- Israel-Premier Tech - Lotto Dstny - Tudor Pro Cycling Team Equipo nacional- República Popular China |
| |

## Recorrido
| Etapa     | Fecha     | Recorrido         | type                   | Distancia (km) | Desnivel (m) | Ganador               | Líder          |
| --------- | --------- | ----------------- | ---------------------- | -------------- | ------------ | --------------------- | -------------- |
| 1.ª etapa | 12 de oct | Beihai – Beihai   | etapa llana            | 135,6          | 725 m        | Elia Viviani          | Elia Viviani   |
| 2.ª etapa | 13 de oct | Beihai – Qinzhou  | etapa llana            | 149,6          | 619 m        | Jonathan Milan        | Jonathan Milan |
| 3.ª etapa | 14 de oct | Nanning – Nanning | etapa escarpada        | 134,3          | 1693 m       | Olav Kooij            | Dries De Bondt |
| 4.ª etapa | 15 de oct | Nanning – Mashan  | etapa de media montaña | 161,4          | 1517 m       | Milan Vader           | Milan Vader    |
| 5.ª etapa | 16 de oct | Liuzhou – Guilin  | etapa escarpada        | 209,6          | 1875 m       | Juan Sebastián Molano | Milan Vader    |
| 6.ª etapa | 17 de oct | Guilin – Guilin   | etapa escarpada        | 168,3          | 1304 m       | Olav Kooij            | Milan Vader    |

## Desarrollo de la carrera

### 1.ª etapa
| Beihai - Beihai | etapa llana | (135,6 km) |

| \| Clasificación de la etapa \| Clasificación de la etapa \| Clasificación de la etapa \| Clasificación de la etapa \| Clasificación de la etapa \| \| Ciclista \| Ciclista \| Equipo \| Tiempo \| \| \| ------------------------- \| ------------------------- \| ------------------------- \| ------------------------- \| ------------------------- \| \| 1.º \| Elia Viviani \| Ineos Grenadiers \| 3 h 01 min 56 s \| \| \| 2.º \| Jonathan Milan \| Bahrain Victorious \| + 0 s \| \| \| 3.º \| Sam Bennett \| Bora-Hansgrohe \| + 0 s \| \| \| 4.º \| Arnaud De Lie \| Lotto Dstny \| + 0 s \| \| \| 5.º \| Olav Kooij \| Jumbo-Visma \| + 0 s \| \| \| 6.º \| Lionel Taminiaux \| Alpecin-Deceuninck \| + 0 s \| \| \| 7.º \| Max Walscheid \| Cofidis \| + 0 s \| \| \| 8.º \| Arvid de Kleijn \| Tudor Pro Cycling Team \| + 0 s \| \| \| 9.º \| Jensen Plowright \| Alpecin-Deceuninck \| + 0 s \| \| \| 10.º \| Jon Aberasturi \| Lidl-Trek \| + 0 s \| \| |                  |                        |                 |
| |                  |                        |                 |
| Fuente: ProCyclingStats |                  |                        |                 |
| Clasificación de la etapa |                  |                        |                 |
| Ciclista | Ciclista         | Equipo                 | Tiempo          |
| 1.º | Elia Viviani     | Ineos Grenadiers       | 3 h 01 min 56 s |
| 2.º | Jonathan Milan   | Bahrain Victorious     | + 0 s           |
| 3.º | Sam Bennett      | Bora-Hansgrohe         | + 0 s           |
| 4.º | Arnaud De Lie    | Lotto Dstny            | + 0 s           |
| 5.º | Olav Kooij       | Jumbo-Visma            | + 0 s           |
| 6.º | Lionel Taminiaux | Alpecin-Deceuninck     | + 0 s           |
| 7.º | Max Walscheid    | Cofidis                | + 0 s           |
| 8.º | Arvid de Kleijn  | Tudor Pro Cycling Team | + 0 s           |
| 9.º | Jensen Plowright | Alpecin-Deceuninck     | + 0 s           |
| 10.º | Jon Aberasturi   | Lidl-Trek              | + 0 s           |

| \| Clasificación general \| Clasificación general \| Clasificación general \| Clasificación general \| Clasificación general \| \| Ciclista \| Ciclista \| Equipo \| Tiempo \| \| \| --------------------- \| --------------------- \| --------------------- \| --------------------- \| --------------------- \| \| 1.º \| Elia Viviani \| Ineos Grenadiers \| 3 h 01 min 46 s \| \| \| 2.º \| Jonathan Milan \| Bahrain Victorious \| + 4 s \| \| \| 3.º \| Dries De Bondt \| Alpecin-Deceuninck \| + 4 s \| \| \| 4.º \| Sam Bennett \| Bora-Hansgrohe \| + 6 s \| \| \| 5.º \| Omer Goldstein \| Israel-Premier Tech \| + 7 s \| \| \| 6.º \| Frederik Wandahl \| Bora-Hansgrohe \| + 8 s \| \| \| 7.º \| Louis Barré \| Arkéa-Samsic \| + 9 s \| \| \| 8.º \| Arnaud De Lie \| Lotto Dstny \| + 10 s \| \| \| 9.º \| Olav Kooij \| Jumbo-Visma \| + 10 s \| \| \| 10.º \| Lionel Taminiaux \| Alpecin-Deceuninck \| + 10 s \| \| |                  |                     |                 |
| |                  |                     |                 |
| Fuente: ProCyclingStats |                  |                     |                 |
| Clasificación general |                  |                     |                 |
| Ciclista | Ciclista         | Equipo              | Tiempo          |
| 1.º | Elia Viviani     | Ineos Grenadiers    | 3 h 01 min 46 s |
| 2.º | Jonathan Milan   | Bahrain Victorious  | + 4 s           |
| 3.º | Dries De Bondt   | Alpecin-Deceuninck  | + 4 s           |
| 4.º | Sam Bennett      | Bora-Hansgrohe      | + 6 s           |
| 5.º | Omer Goldstein   | Israel-Premier Tech | + 7 s           |
| 6.º | Frederik Wandahl | Bora-Hansgrohe      | + 8 s           |
| 7.º | Louis Barré      | Arkéa-Samsic        | + 9 s           |
| 8.º | Arnaud De Lie    | Lotto Dstny         | + 10 s          |
| 9.º | Olav Kooij       | Jumbo-Visma         | + 10 s          |
| 10.º | Lionel Taminiaux | Alpecin-Deceuninck  | + 10 s          |

### 2.ª etapa
| Beihai - Qinzhou | etapa llana | (149,6 km) |

| \| Clasificación de la etapa \| Clasificación de la etapa \| Clasificación de la etapa \| Clasificación de la etapa \| Clasificación de la etapa \| \| Ciclista \| Ciclista \| Equipo \| Tiempo \| \| \| ------------------------- \| ------------------------- \| ------------------------- \| ------------------------- \| ------------------------- \| \| 1.º \| Jonathan Milan \| Bahrain Victorious \| 3 h 15 min 53 s \| \| \| 2.º \| Arvid de Kleijn \| Tudor Pro Cycling Team \| + 0 s \| \| \| 3.º \| Juan Sebastián Molano \| UAE Team Emirates \| + 0 s \| \| \| 4.º \| Max Kanter \| Movistar Team \| + 0 s \| \| \| 5.º \| Jhonatan Narváez \| Ineos Grenadiers \| + 0 s \| \| \| 6.º \| Sam Bennett \| Bora-Hansgrohe \| + 0 s \| \| \| 7.º \| Olav Kooij \| Jumbo-Visma \| + 0 s \| \| \| 8.º \| Ma Binyan \| República Popular China \| + 0 s \| \| \| 9.º \| Rüdiger Selig \| Lotto Dstny \| + 0 s \| \| \| 10.º \| Arnaud De Lie \| Lotto Dstny \| + 0 s \| \| |                       |                         |                 |
| |                       |                         |                 |
| Fuente: ProCyclingStats |                       |                         |                 |
| Clasificación de la etapa |                       |                         |                 |
| Ciclista | Ciclista              | Equipo                  | Tiempo          |
| 1.º | Jonathan Milan        | Bahrain Victorious      | 3 h 15 min 53 s |
| 2.º | Arvid de Kleijn       | Tudor Pro Cycling Team  | + 0 s           |
| 3.º | Juan Sebastián Molano | UAE Team Emirates       | + 0 s           |
| 4.º | Max Kanter            | Movistar Team           | + 0 s           |
| 5.º | Jhonatan Narváez      | Ineos Grenadiers        | + 0 s           |
| 6.º | Sam Bennett           | Bora-Hansgrohe          | + 0 s           |
| 7.º | Olav Kooij            | Jumbo-Visma             | + 0 s           |
| 8.º | Ma Binyan             | República Popular China | + 0 s           |
| 9.º | Rüdiger Selig         | Lotto Dstny             | + 0 s           |
| 10.º | Arnaud De Lie         | Lotto Dstny             | + 0 s           |

| \| Clasificación general \| Clasificación general \| Clasificación general \| Clasificación general \| Clasificación general \| \| Ciclista \| Ciclista \| Equipo \| Tiempo \| \| \| --------------------- \| --------------------- \| ---------------------- \| --------------------- \| --------------------- \| \| 1.º \| Jonathan Milan \| Bahrain Victorious \| 6 h 17 min 33 s \| \| \| 2.º \| Dries De Bondt \| Alpecin-Deceuninck \| + 4 s \| \| \| 3.º \| Elia Viviani \| Ineos Grenadiers \| + 6 s \| \| \| 4.º \| Arvid de Kleijn \| Tudor Pro Cycling Team \| + 10 s \| \| \| 5.º \| Sam Bennett \| Bora-Hansgrohe \| + 12 s \| \| \| 6.º \| Juan Sebastián Molano \| UAE Team Emirates \| + 12 s \| \| \| 7.º \| Jens Reynders \| Israel-Premier Tech \| + 13 s \| \| \| 8.º \| Omer Goldstein \| Israel-Premier Tech \| + 13 s \| \| \| 9.º \| Thomas Champion \| Cofidis \| + 13 s \| \| \| 10.º \| Frederik Wandahl \| Bora-Hansgrohe \| + 14 s \| \| |                       |                        |                 |
| |                       |                        |                 |
| Fuente: ProCyclingStats |                       |                        |                 |
| Clasificación general |                       |                        |                 |
| Ciclista | Ciclista              | Equipo                 | Tiempo          |
| 1.º | Jonathan Milan        | Bahrain Victorious     | 6 h 17 min 33 s |
| 2.º | Dries De Bondt        | Alpecin-Deceuninck     | + 4 s           |
| 3.º | Elia Viviani          | Ineos Grenadiers       | + 6 s           |
| 4.º | Arvid de Kleijn       | Tudor Pro Cycling Team | + 10 s          |
| 5.º | Sam Bennett           | Bora-Hansgrohe         | + 12 s          |
| 6.º | Juan Sebastián Molano | UAE Team Emirates      | + 12 s          |
| 7.º | Jens Reynders         | Israel-Premier Tech    | + 13 s          |
| 8.º | Omer Goldstein        | Israel-Premier Tech    | + 13 s          |
| 9.º | Thomas Champion       | Cofidis                | + 13 s          |
| 10.º | Frederik Wandahl      | Bora-Hansgrohe         | + 14 s          |

### 3.ª etapa
| Nanning - Nanning | etapa escarpada | (134,3 km) |

| \| Clasificación de la etapa \| Clasificación de la etapa \| Clasificación de la etapa \| Clasificación de la etapa \| Clasificación de la etapa \| \| Ciclista \| Ciclista \| Equipo \| Tiempo \| \| \| ------------------------- \| ------------------------- \| ------------------------- \| ------------------------- \| ------------------------- \| \| 1.º \| Olav Kooij \| Jumbo-Visma \| 3 h 04 min 09 s \| \| \| 2.º \| Rick Pluimers \| Tudor Pro Cycling Team \| + 0 s \| \| \| 3.º \| Marijn van den Berg \| EF Education-EasyPost \| + 0 s \| \| \| 4.º \| Tobias Lund Andresen \| Team DSM-Firmenich \| + 0 s \| \| \| 5.º \| Lionel Taminiaux \| Alpecin-Deceuninck \| + 0 s \| \| \| 6.º \| Axel Mariault \| Cofidis \| + 0 s \| \| \| 7.º \| Laurenz Rex \| Intermarché-Circus-Wanty \| + 0 s \| \| \| 8.º \| Ethan Hayter \| Ineos Grenadiers \| + 0 s \| \| \| 9.º \| Jonathan Milan \| Bahrain Victorious \| + 0 s \| \| \| 10.º \| Johan Jacobs \| Movistar Team \| + 0 s \| \| |                      |                          |                 |
| |                      |                          |                 |
| Fuente: ProCyclingStats |                      |                          |                 |
| Clasificación de la etapa |                      |                          |                 |
| Ciclista | Ciclista             | Equipo                   | Tiempo          |
| 1.º | Olav Kooij           | Jumbo-Visma              | 3 h 04 min 09 s |
| 2.º | Rick Pluimers        | Tudor Pro Cycling Team   | + 0 s           |
| 3.º | Marijn van den Berg  | EF Education-EasyPost    | + 0 s           |
| 4.º | Tobias Lund Andresen | Team DSM-Firmenich       | + 0 s           |
| 5.º | Lionel Taminiaux     | Alpecin-Deceuninck       | + 0 s           |
| 6.º | Axel Mariault        | Cofidis                  | + 0 s           |
| 7.º | Laurenz Rex          | Intermarché-Circus-Wanty | + 0 s           |
| 8.º | Ethan Hayter         | Ineos Grenadiers         | + 0 s           |
| 9.º | Jonathan Milan       | Bahrain Victorious       | + 0 s           |
| 10.º | Johan Jacobs         | Movistar Team            | + 0 s           |

| \| Clasificación general \| Clasificación general \| Clasificación general \| Clasificación general \| Clasificación general \| \| Ciclista \| Ciclista \| Equipo \| Tiempo \| \| \| --------------------- \| --------------------- \| ---------------------- \| --------------------- \| --------------------- \| \| 1.º \| Dries De Bondt \| Alpecin-Deceuninck \| 9 h 21 min 40 s \| \| \| 2.º \| Jonathan Milan \| Bahrain Victorious \| + 2 s \| \| \| 3.º \| Olav Kooij \| Jumbo-Visma \| + 8 s \| \| \| 4.º \| Rick Pluimers \| Tudor Pro Cycling Team \| + 12 s \| \| \| 5.º \| Marijn van den Berg \| EF Education-EasyPost \| + 14 s \| \| \| 6.º \| Juan Sebastián Molano \| UAE Team Emirates \| + 14 s \| \| \| 7.º \| Omer Goldstein \| Israel-Premier Tech \| + 15 s \| \| \| 8.º \| Thomas Champion \| Cofidis \| + 15 s \| \| \| 9.º \| Frederik Wandahl \| Bora-Hansgrohe \| + 15 s \| \| \| 10.º \| Louis Barré \| Arkéa-Samsic \| + 17 s \| \| |                       |                        |                 |
| |                       |                        |                 |
| Fuente: ProCyclingStats |                       |                        |                 |
| Clasificación general |                       |                        |                 |
| Ciclista | Ciclista              | Equipo                 | Tiempo          |
| 1.º | Dries De Bondt        | Alpecin-Deceuninck     | 9 h 21 min 40 s |
| 2.º | Jonathan Milan        | Bahrain Victorious     | + 2 s           |
| 3.º | Olav Kooij            | Jumbo-Visma            | + 8 s           |
| 4.º | Rick Pluimers         | Tudor Pro Cycling Team | + 12 s          |
| 5.º | Marijn van den Berg   | EF Education-EasyPost  | + 14 s          |
| 6.º | Juan Sebastián Molano | UAE Team Emirates      | + 14 s          |
| 7.º | Omer Goldstein        | Israel-Premier Tech    | + 15 s          |
| 8.º | Thomas Champion       | Cofidis                | + 15 s          |
| 9.º | Frederik Wandahl      | Bora-Hansgrohe         | + 15 s          |
| 10.º | Louis Barré           | Arkéa-Samsic           | + 17 s          |

### 4.ª etapa
| Nanning - Mashan | etapa de media montaña | (161,4 km) |

| \| Clasificación de la etapa \| Clasificación de la etapa \| Clasificación de la etapa \| Clasificación de la etapa \| Clasificación de la etapa \| \| Ciclista \| Ciclista \| Equipo \| Tiempo \| \| \| ------------------------- \| ------------------------- \| ------------------------- \| ------------------------- \| ------------------------- \| \| 1.º \| Milan Vader \| Jumbo-Visma \| 3 h 43 min 45 s \| \| \| 2.º \| Rémy Rochas \| Cofidis \| + 2 s \| \| \| 3.º \| Hugh Carthy \| EF Education-EasyPost \| + 8 s \| \| \| 4.º \| Jesús David Peña \| Team Jayco AlUla \| + 8 s \| \| \| 5.º \| Felix Großschartner \| UAE Team Emirates \| + 8 s \| \| \| 6.º \| Sylvain Moniquet \| Lotto Dstny \| + 8 s \| \| \| 7.º \| Tim Wellens \| UAE Team Emirates \| + 8 s \| \| \| 8.º \| Matteo Jorgenson \| Movistar Team \| + 8 s \| \| \| 9.º \| Louis Barré \| Arkéa-Samsic \| + 8 s \| \| \| 10.º \| Ethan Hayter \| Ineos Grenadiers \| + 8 s \| \| |                     |                       |                 |
| |                     |                       |                 |
| Fuente: ProCyclingStats |                     |                       |                 |
| Clasificación de la etapa |                     |                       |                 |
| Ciclista | Ciclista            | Equipo                | Tiempo          |
| 1.º | Milan Vader         | Jumbo-Visma           | 3 h 43 min 45 s |
| 2.º | Rémy Rochas         | Cofidis               | + 2 s           |
| 3.º | Hugh Carthy         | EF Education-EasyPost | + 8 s           |
| 4.º | Jesús David Peña    | Team Jayco AlUla      | + 8 s           |
| 5.º | Felix Großschartner | UAE Team Emirates     | + 8 s           |
| 6.º | Sylvain Moniquet    | Lotto Dstny           | + 8 s           |
| 7.º | Tim Wellens         | UAE Team Emirates     | + 8 s           |
| 8.º | Matteo Jorgenson    | Movistar Team         | + 8 s           |
| 9.º | Louis Barré         | Arkéa-Samsic          | + 8 s           |
| 10.º | Ethan Hayter        | Ineos Grenadiers      | + 8 s           |

| \| Clasificación general \| Clasificación general \| Clasificación general \| Clasificación general \| Clasificación general \| \| Ciclista \| Ciclista \| Equipo \| Tiempo \| \| \| --------------------- \| --------------------- \| --------------------- \| --------------------- \| --------------------- \| \| 1.º \| Milan Vader \| Jumbo-Visma \| 13 h 05 min 33 s \| \| \| 2.º \| Rémy Rochas \| Cofidis \| + 6 s \| \| \| 3.º \| Hugh Carthy \| EF Education-EasyPost \| + 14 s \| \| \| 4.º \| Louis Barré \| Arkéa-Samsic \| + 17 s \| \| \| 5.º \| Matteo Jorgenson \| Movistar Team \| + 18 s \| \| \| 6.º \| Ethan Hayter \| Ineos Grenadiers \| + 18 s \| \| \| 7.º \| Felix Großschartner \| UAE Team Emirates \| + 18 s \| \| \| 8.º \| Jesús David Peña \| Team Jayco AlUla \| + 18 s \| \| \| 9.º \| Tim Wellens \| UAE Team Emirates \| + 18 s \| \| \| 10.º \| Sylvain Moniquet \| Lotto Dstny \| + 18 s \| \| |                     |                       |                  |
| |                     |                       |                  |
| Fuente: ProCyclingStats |                     |                       |                  |
| Clasificación general |                     |                       |                  |
| Ciclista | Ciclista            | Equipo                | Tiempo           |
| 1.º | Milan Vader         | Jumbo-Visma           | 13 h 05 min 33 s |
| 2.º | Rémy Rochas         | Cofidis               | + 6 s            |
| 3.º | Hugh Carthy         | EF Education-EasyPost | + 14 s           |
| 4.º | Louis Barré         | Arkéa-Samsic          | + 17 s           |
| 5.º | Matteo Jorgenson    | Movistar Team         | + 18 s           |
| 6.º | Ethan Hayter        | Ineos Grenadiers      | + 18 s           |
| 7.º | Felix Großschartner | UAE Team Emirates     | + 18 s           |
| 8.º | Jesús David Peña    | Team Jayco AlUla      | + 18 s           |
| 9.º | Tim Wellens         | UAE Team Emirates     | + 18 s           |
| 10.º | Sylvain Moniquet    | Lotto Dstny           | + 18 s           |

### 5.ª etapa
| Liuzhou - Guilin | etapa escarpada | (209,6 km) |

| \| Clasificación de la etapa \| Clasificación de la etapa \| Clasificación de la etapa \| Clasificación de la etapa \| Clasificación de la etapa \| \| Ciclista \| Ciclista \| Equipo \| Tiempo \| \| \| ------------------------- \| ------------------------- \| ------------------------- \| ------------------------- \| ------------------------- \| \| 1.º \| Juan Sebastián Molano \| UAE Team Emirates \| 4 h 36 min 54 s \| \| \| 2.º \| Olav Kooij \| Jumbo-Visma \| + 0 s \| \| \| 3.º \| Tobias Lund Andresen \| Team DSM-Firmenich \| + 0 s \| \| \| 4.º \| Jonathan Milan \| Bahrain Victorious \| + 0 s \| \| \| 5.º \| Arvid de Kleijn \| Tudor Pro Cycling Team \| + 0 s \| \| \| 6.º \| Jon Aberasturi \| Lidl-Trek \| + 0 s \| \| \| 7.º \| Max Kanter \| Movistar Team \| + 0 s \| \| \| 8.º \| Elia Viviani \| Ineos Grenadiers \| + 0 s \| \| \| 9.º \| Blake Quick \| Team Jayco AlUla \| + 0 s \| \| \| 10.º \| Laurenz Rex \| Intermarché-Circus-Wanty \| + 0 s \| \| |                       |                          |                 |
| |                       |                          |                 |
| Fuente: ProCyclingStats |                       |                          |                 |
| Clasificación de la etapa |                       |                          |                 |
| Ciclista | Ciclista              | Equipo                   | Tiempo          |
| 1.º | Juan Sebastián Molano | UAE Team Emirates        | 4 h 36 min 54 s |
| 2.º | Olav Kooij            | Jumbo-Visma              | + 0 s           |
| 3.º | Tobias Lund Andresen  | Team DSM-Firmenich       | + 0 s           |
| 4.º | Jonathan Milan        | Bahrain Victorious       | + 0 s           |
| 5.º | Arvid de Kleijn       | Tudor Pro Cycling Team   | + 0 s           |
| 6.º | Jon Aberasturi        | Lidl-Trek                | + 0 s           |
| 7.º | Max Kanter            | Movistar Team            | + 0 s           |
| 8.º | Elia Viviani          | Ineos Grenadiers         | + 0 s           |
| 9.º | Blake Quick           | Team Jayco AlUla         | + 0 s           |
| 10.º | Laurenz Rex           | Intermarché-Circus-Wanty | + 0 s           |

| \| Clasificación general \| Clasificación general \| Clasificación general \| Clasificación general \| Clasificación general \| \| Ciclista \| Ciclista \| Equipo \| Tiempo \| \| \| --------------------- \| --------------------- \| --------------------- \| --------------------- \| --------------------- \| \| 1.º \| Milan Vader \| Jumbo-Visma \| 17 h 42 min 27 s \| \| \| 2.º \| Rémy Rochas \| Cofidis \| + 6 s \| \| \| 3.º \| Hugh Carthy \| EF Education-EasyPost \| + 14 s \| \| \| 4.º \| Tim Wellens \| UAE Team Emirates \| + 16 s \| \| \| 5.º \| Louis Barré \| Arkéa-Samsic \| + 17 s \| \| \| 6.º \| Matteo Jorgenson \| Movistar Team \| + 18 s \| \| \| 7.º \| Ethan Hayter \| Ineos Grenadiers \| + 18 s \| \| \| 8.º \| Jesús David Peña \| Team Jayco AlUla \| + 18 s \| \| \| 9.º \| Felix Großschartner \| UAE Team Emirates \| + 18 s \| \| \| 10.º \| Sylvain Moniquet \| Lotto Dstny \| + 18 s \| \| |                     |                       |                  |
| |                     |                       |                  |
| Fuente: ProCyclingStats |                     |                       |                  |
| Clasificación general |                     |                       |                  |
| Ciclista | Ciclista            | Equipo                | Tiempo           |
| 1.º | Milan Vader         | Jumbo-Visma           | 17 h 42 min 27 s |
| 2.º | Rémy Rochas         | Cofidis               | + 6 s            |
| 3.º | Hugh Carthy         | EF Education-EasyPost | + 14 s           |
| 4.º | Tim Wellens         | UAE Team Emirates     | + 16 s           |
| 5.º | Louis Barré         | Arkéa-Samsic          | + 17 s           |
| 6.º | Matteo Jorgenson    | Movistar Team         | + 18 s           |
| 7.º | Ethan Hayter        | Ineos Grenadiers      | + 18 s           |
| 8.º | Jesús David Peña    | Team Jayco AlUla      | + 18 s           |
| 9.º | Felix Großschartner | UAE Team Emirates     | + 18 s           |
| 10.º | Sylvain Moniquet    | Lotto Dstny           | + 18 s           |

### 6.ª etapa
| Guilin - Guilin | etapa escarpada | (168,3 km) |

| \| Clasificación de la etapa \| Clasificación de la etapa \| Clasificación de la etapa \| Clasificación de la etapa \| Clasificación de la etapa \| \| Ciclista \| Ciclista \| Equipo \| Tiempo \| \| \| ------------------------- \| ------------------------- \| ------------------------- \| ------------------------- \| ------------------------- \| \| 1.º \| Olav Kooij \| Jumbo-Visma \| 3 h 34 min 50 s \| \| \| 2.º \| Juan Sebastián Molano \| UAE Team Emirates \| + 0 s \| \| \| 3.º \| Ethan Hayter \| Ineos Grenadiers \| + 0 s \| \| \| 4.º \| Arvid de Kleijn \| Tudor Pro Cycling Team \| + 0 s \| \| \| 5.º \| Dušan Rajović \| Bahrain Victorious \| + 0 s \| \| \| 6.º \| Elia Viviani \| Ineos Grenadiers \| + 0 s \| \| \| 7.º \| Arnaud De Lie \| Lotto Dstny \| + 0 s \| \| \| 8.º \| Max Kanter \| Movistar Team \| + 0 s \| \| \| 9.º \| Rüdiger Selig \| Lotto Dstny \| + 0 s \| \| \| 10.º \| Max Walscheid \| Cofidis \| + 0 s \| \| |                       |                        |                 |
| |                       |                        |                 |
| Fuente: ProCyclingStats |                       |                        |                 |
| Clasificación de la etapa |                       |                        |                 |
| Ciclista | Ciclista              | Equipo                 | Tiempo          |
| 1.º | Olav Kooij            | Jumbo-Visma            | 3 h 34 min 50 s |
| 2.º | Juan Sebastián Molano | UAE Team Emirates      | + 0 s           |
| 3.º | Ethan Hayter          | Ineos Grenadiers       | + 0 s           |
| 4.º | Arvid de Kleijn       | Tudor Pro Cycling Team | + 0 s           |
| 5.º | Dušan Rajović         | Bahrain Victorious     | + 0 s           |
| 6.º | Elia Viviani          | Ineos Grenadiers       | + 0 s           |
| 7.º | Arnaud De Lie         | Lotto Dstny            | + 0 s           |
| 8.º | Max Kanter            | Movistar Team          | + 0 s           |
| 9.º | Rüdiger Selig         | Lotto Dstny            | + 0 s           |
| 10.º | Max Walscheid         | Cofidis                | + 0 s           |

## Clasificaciones finales
- Las clasificaciones finalizaron de la siguiente forma:[2]

### Clasificación general
| \| Clasificación general \| Clasificación general \| Clasificación general \| Clasificación general \| Clasificación general \| \| Ciclista \| Ciclista \| Equipo \| Tiempo \| \| \| --------------------- \| --------------------- \| --------------------- \| --------------------- \| --------------------- \| \| 1.º \| Milan Vader \| Jumbo-Visma \| 21 h 17 min 17 s \| \| \| 2.º \| Rémy Rochas \| Cofidis \| + 6 s \| \| \| 3.º \| Ethan Hayter \| Ineos Grenadiers \| + 11 s \| \| \| 4.º \| Hugh Carthy \| EF Education-EasyPost \| + 14 s \| \| \| 5.º \| Tim Wellens \| UAE Team Emirates \| + 16 s \| \| \| 6.º \| Louis Barré \| Arkéa-Samsic \| + 17 s \| \| \| 7.º \| Matteo Jorgenson \| Movistar Team \| + 18 s \| \| \| 8.º \| Jesús David Peña \| Team Jayco AlUla \| + 18 s \| \| \| 9.º \| Felix Großschartner \| UAE Team Emirates \| + 18 s \| \| \| 10.º \| Sylvain Moniquet \| Lotto Dstny \| + 18 s \| \| |                     |                       |                  |
| |                     |                       |                  |
| Fuente: ProCyclingStats |                     |                       |                  |
| Clasificación general |                     |                       |                  |
| Ciclista | Ciclista            | Equipo                | Tiempo           |
| 1.º | Milan Vader         | Jumbo-Visma           | 21 h 17 min 17 s |
| 2.º | Rémy Rochas         | Cofidis               | + 6 s            |
| 3.º | Ethan Hayter        | Ineos Grenadiers      | + 11 s           |
| 4.º | Hugh Carthy         | EF Education-EasyPost | + 14 s           |
| 5.º | Tim Wellens         | UAE Team Emirates     | + 16 s           |
| 6.º | Louis Barré         | Arkéa-Samsic          | + 17 s           |
| 7.º | Matteo Jorgenson    | Movistar Team         | + 18 s           |
| 8.º | Jesús David Peña    | Team Jayco AlUla      | + 18 s           |
| 9.º | Felix Großschartner | UAE Team Emirates     | + 18 s           |
| 10.º | Sylvain Moniquet    | Lotto Dstny           | + 18 s           |

### Clasificación por puntos
| Clasificación por puntos | Clasificación por puntos | Clasificación por puntos | Clasificación por puntos | Clasificación por puntos |
| Ciclista                 | Ciclista                 | Equipo                   | Puntos                   |                          |
| ------------------------ | ------------------------ | ------------------------ | ------------------------ | ------------------------ |
| 1.º                      | Dries De Bondt           | Alpecin-Deceuninck       | 58 pts                   |                          |
| 2.º                      | Olav Kooij               | Jumbo-Visma              | 50 pts                   |                          |
| 3.º                      | Jonathan Milan           | Bahrain Victorious       | 34 pts                   |                          |
| 4.º                      | Jens Reynders            | Israel-Premier Tech      | 30 pts                   |                          |
| 5.º                      | Juan Sebastián Molano    | UAE Team Emirates        | 29 pts                   |                          |
| 6.º                      | Arvid de Kleijn          | Tudor Pro Cycling Team   | 26 pts                   |                          |
| 7.º                      | Elia Viviani             | Ineos Grenadiers         | 23 pts                   |                          |
| 8.º                      | Jensen Plowright         | Alpecin-Deceuninck       | 20 pts                   |                          |
| 9.º                      | Ethan Hayter             | Ineos Grenadiers         | 18 pts                   |                          |
| 10.º                     | Max Kanter               | Movistar Team            | 16 pts                   |                          |

### Clasificación de la montaña
| Clasificación de la montaña | Clasificación de la montaña  | Clasificación de la montaña | Clasificación de la montaña | Clasificación de la montaña |
| Ciclista                    | Ciclista                     | Equipo                      | Puntos                      |                             |
| --------------------------- | ---------------------------- | --------------------------- | --------------------------- | --------------------------- |
| 1.º                         | Frederik Wandahl             | Bora-Hansgrohe              | 73 pts                      |                             |
| 2.º                         | Dries De Bondt               | Alpecin-Deceuninck          | 29 pts                      |                             |
| 3.º                         | Ryan Mullen                  | Bora-Hansgrohe              | 21 pts                      |                             |
| 4.º                         | Juri Hollmann                | Movistar Team               | 20 pts                      |                             |
| 5.º                         | Tim Wellens                  | UAE Team Emirates           | 15 pts                      |                             |
| 6.º                         | Johan Jacobs                 | Movistar Team               | 15 pts                      |                             |
| 7.º                         | Felix Großschartner          | UAE Team Emirates           | 12 pts                      |                             |
| 8.º                         | Óscar Rodríguez Garaicoechea | Movistar Team               | 10 pts                      |                             |
| 9.º                         | Jens Reynders                | Israel-Premier Tech         | 9 pts                       |                             |
| 10.º                        | Matteo Jorgenson             | Movistar Team               | 6 pts                       |                             |

### Clasificación de los jóvenes
| Clasificación del mejor joven | Clasificación del mejor joven | Clasificación del mejor joven | Clasificación del mejor joven | Clasificación del mejor joven |
| Ciclista                      | Ciclista                      | Equipo                        | Tiempo                        |                               |
| ----------------------------- | ----------------------------- | ----------------------------- | ----------------------------- | ----------------------------- |
| 1.º                           | Ethan Hayter                  | Ineos Grenadiers              | 21 h 17 min 28 s              |                               |
| 2.º                           | Louis Barré                   | Arkéa-Samsic                  | + 6 s                         |                               |
| 3.º                           | Matteo Jorgenson              | Movistar Team                 | + 7 s                         |                               |
| 4.º                           | Jesús David Peña              | Team Jayco AlUla              | + 7 s                         |                               |
| 5.º                           | Sylvain Moniquet              | Lotto Dstny                   | + 7 s                         |                               |
| 6.º                           | Oscar Onley                   | Team DSM-Firmenich            | + 10 s                        |                               |
| 7.º                           | Axel Mariault                 | Cofidis                       | + 15 s                        |                               |
| 8.º                           | Giovanni Aleotti              | Bora-Hansgrohe                | + 18 s                        |                               |
| 9.º                           | Leo Hayter                    | Ineos Grenadiers              | + 18 s                        |                               |
| 10.º                          | Filippo Baroncini             | Lidl-Trek                     | + 26 s                        |                               |

### Clasificación por equipos
| Clasificación por equipos | Clasificación por equipos | Clasificación por equipos | Clasificación por equipos |
| Equipo                    | Equipo                    | Tiempo                    |                           |
| ------------------------- | ------------------------- | ------------------------- | ------------------------- |
| 1.º                       | Cofidis                   | 63 h 52 min 55 s          |                           |
| 2.º                       | Ineos Grenadiers          | + 16 s                    |                           |
| 3.º                       | EF Education-EasyPost     | + 33 s                    |                           |
| 4.º                       | UAE Team Emirates         | + 1 min 22 s              |                           |
| 5.º                       | Arkéa-Samsic              | + 1 min 30 s              |                           |
| 6.º                       | Movistar Team             | + 1 min 32 s              |                           |
| 7.º                       | Bora-Hansgrohe            | + 2 min 46 s              |                           |
| 8.º                       | Team Jayco AlUla          | + 2 min 55 s              |                           |
| 9.º                       | Israel-Premier Tech       | + 2 min 57 s              |                           |
| 10.º                      | Lotto Dstny               | + 4 min 26 s              |                           |

## Evolución de las clasificaciones
| Etapa                   |                         | Ganador _             | Clasificación general | Puntos         | Montaña          | Jóvenes        | Equipo             |
| ----------------------- | ----------------------- | --------------------- | --------------------- | -------------- | ---------------- | -------------- | ------------------ |
| 1.ª etapa               | etapa llana             | Elia Viviani          | Elia Viviani          | Elia Viviani   | Frederik Wandahl | Jonathan Milan | Alpecin-Deceuninck |
| 2.ª etapa               | etapa llana             | Jonathan Milan        | Jonathan Milan        | Jonathan Milan | Frederik Wandahl | Jonathan Milan | Ineos Grenadiers   |
| 3.ª etapa               | etapa escarpada         | Olav Kooij            | Dries De Bondt        | Dries De Bondt | Frederik Wandahl | Jonathan Milan | Ineos Grenadiers   |
| 4.ª etapa               | etapa de media montaña  | Milan Vader           | Milan Vader           | Dries De Bondt | Frederik Wandahl | Louis Barré    | Cofidis            |
| 5.ª etapa               | etapa escarpada         | Juan Sebastián Molano | Milan Vader           | Dries De Bondt | Frederik Wandahl | Louis Barré    | Cofidis            |
| 6.ª etapa               | etapa escarpada         | Olav Kooij            | Milan Vader           | Dries De Bondt | Frederik Wandahl | Ethan Hayter   | Cofidis            |
| Clasificaciones finales | Clasificaciones finales |                       | Milan Vader           | Dries De Bondt | Frederik Wandahl | Ethan Hayter   | Cofidis            |

## Ciclistas participantes y posiciones finales
Convenciones:
- AB-N: Abandono en la etapa "N"
- FLT-N: Retiro por llegada fuera del límite de tiempo en la etapa "N"
- NTS-N: No tomó la salida para la etapa "N"
- DES-N: Descalificado o expulsado en la etapa "N"

## UCI World Ranking
El Tour de Guangxi otorgó puntos para el UCI World Ranking para corredores de los equipos en las categorías UCI WorldTeam, UCI ProTeam y Continental. Las siguientes tablas son el baremo de puntuación y los diez corredores que obtuvieron más puntos:
| Posición              | 1.º | 2.º | 3.º | 4.º | 5.º | 6.º | 7.º | 8.º | 9.º | 10.º | 11.º | 12.º | 13.º | 14.º | 15.º-20.º | 21.º-30.º | 31.º-50.º | 51.º-55.º | 56.º-60.º |  |
| Clasificación general | 300 | 250 | 215 | 175 | 120 | 115 | 95  | 75  | 60  | 50   | 40   | 35   | 30   | 25   | 20        | 12        | 5         | 2         | 1         |  |
| Por etapa             | 40  | 25  | 20  | 15  | 10  | 8   | 6   | 3   | 2   | 1    |      |      |      |      |           |           |           |           |           |  |
| Líder                 | 6   |     |     |     |     |     |     |     |     |      |      |      |      |      |           |           |           |           |           |  |

| Clasificación |                  |                       |         |       |       |       |
| Ciclista      | Ciclista         | Equipo                | General | Etapa | Líder | Total |
| ------------- | ---------------- | --------------------- | ------- | ----- | ----- | ----- |
| 1.º           | Milan Vader      | Jumbo-Visma           | 300     | 40    | 12    | 352   |
| 2.º           | Rémy Rochas      | Cofidis               | 250     | 25    | -     | 275   |
| 3.º           | Ethan Hayter     | INEOS Grenadiers      | 215     | 24    | -     | 239   |
| 4.º           | Hugh Carthy      | EF Education-EasyPost | 175     | 20    | -     | 195   |
| 5.º           | Tim Wellens      | UAE Emirates          | 120     | 6     | -     | 126   |
| 6.º           | Olav Kooij       | Jumbo-Visma           | -       | 121   | -     | 121   |
| 7.º           | Louis Barré      | Arkéa Samsic          | 115     | 2     | -     | 117   |
| 8.º           | Matteo Jorgenson | Movistar              | 95      | 3     | -     | 98    |
| 9.º           | Jonathan Milan   | Bahrain Victorious    | 5       | 82    | 6     | 93    |
| 10.º          | Jesús David Peña | Jayco AlUla           | 75      | 15    | -     | 90    |